# Bacino idroelettrico

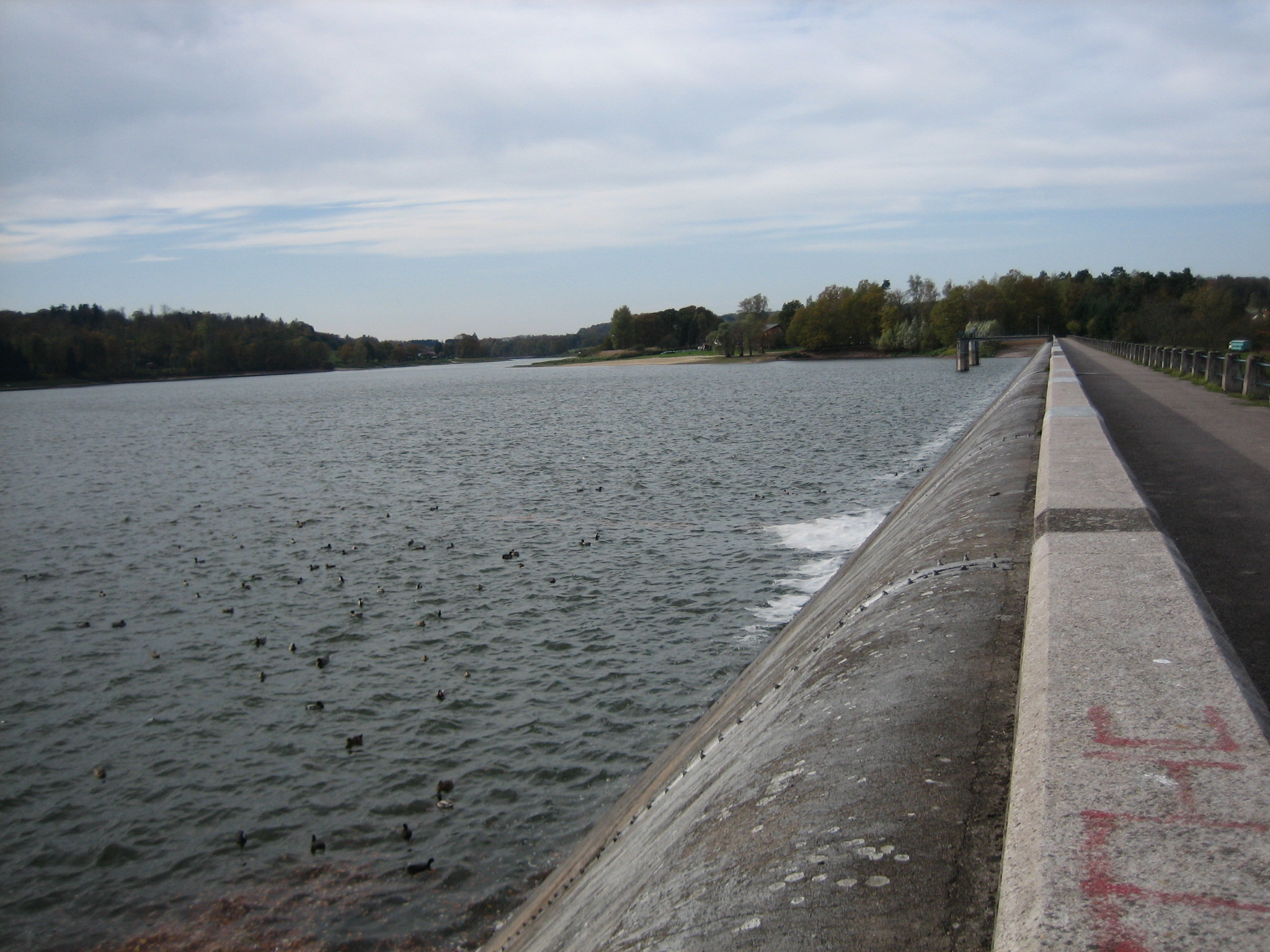
Bacino artificiale

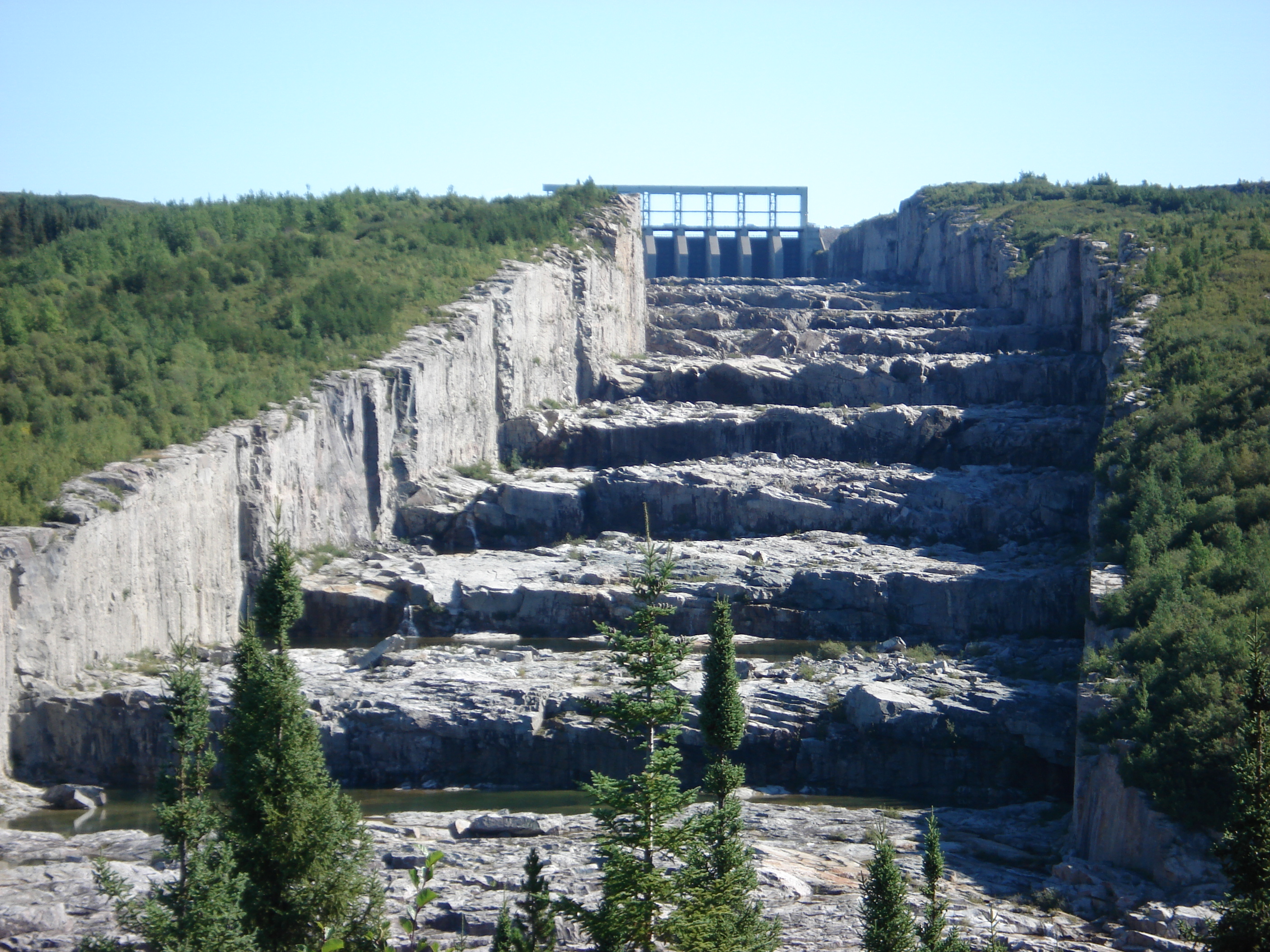
Scolmatore di un bacino idroelettrico

Il bacino idroelettrico è un invaso d'acqua che ha lo scopo di raccogliere in un bacino lacustre le acque di un fiume per poterne poi utilizzare l'energia potenziale per produrre energia elettrica attraverso una centrale idroelettrica (la Cina ha realizzato sul fiume Azzurro il bacino idroelettrico delle Tre gole, il più grande del pianeta). 

## Descrizione
Il bacino idroelettrico è costituito da una diga che ha il doppio scopo di creare una riserva d'acqua e di creare un dislivello. Tra il punto di presa e la centrale elettrica l'acqua è trasportata mediante una condotta che prende il nome di condotta forzata. Nella centrale è presente la turbina che ha lo scopo di trasformare l'energia cinetica dell'acqua in energia meccanica. Un alternatore è accoppiato alla turbina per trasformare l'energia meccanica in energia elettrica.

### Classificazione
I bacini idroelettrici si possono suddividere in base a:
- portata d'acqua
- dislivello
- la potenza nominale del generatore elettrico